# 黃樞 (明朝)
黃樞（1526年—1570年），字執甫，一字翼卿，號思湖，江西南昌府南昌縣人，民籍，明朝政治人物。

## 生平
江西鄉試第二十六名舉人。嘉靖三十八年（1559年）中式己未科會試第六十名，三甲第六十六名進士。官至湖州府知府，隆慶四年卒于官。

## 家族
曾祖黃應洪，壽官；祖父黃子禎，壽官；父黃璽，母茹氏。永感下。